# The Burning Red
The Burning Red er et album udgivet af Groove metal-bandet Machine Head.

## Numre
| 1.    | "Enter the Phoenix"                                      | 0:53 |
| 2.    | "Desire to Fire"                                         | 4:49 |
| 3.    | "Nothing Left"                                           | 4:05 |
| 4.    | "The Blood, the Sweat, the Tears"                        | 4:11 |
| 5.    | "Silver"                                                 | 3:52 |
| 6.    | "From This Day"                                          | 3:56 |
| 7.    | "Exhale the Vile"                                        | 4:57 |
| 8.    | "Message in a Bottle" (coverversion af The Police/Sting) | 3:22 |
| 9.    | "Devil With the King's Card"                             | 4:05 |
| 10.   | "I Defy"                                                 | 3:42 |
| 11.   | "Five"                                                   | 5:18 |
| 12.   | "The Burning Red"                                        | 6:44 |
| 50:04 |                                                          |      |